# سیونی (شهرک)
سیونی (به لاتین: Sioni) یک منطقهٔ مسکونی در گرجستان است که در شهرداری تیانتی واقع شده‌است. سیونی ۳۷۱ نفر جمعیت دارد و ۱٬۰۰۰ متر بالاتر از سطح دریا واقع شده‌است.